# 天主教锡拉库萨总教区

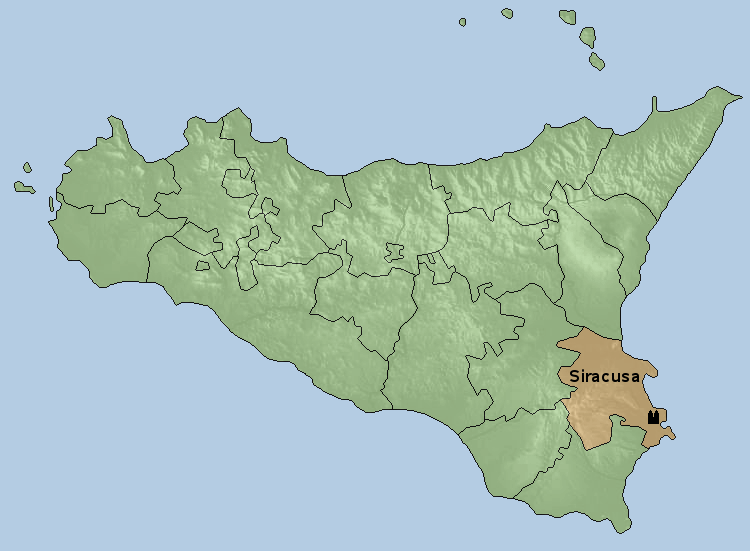
锡拉库萨总教区地图

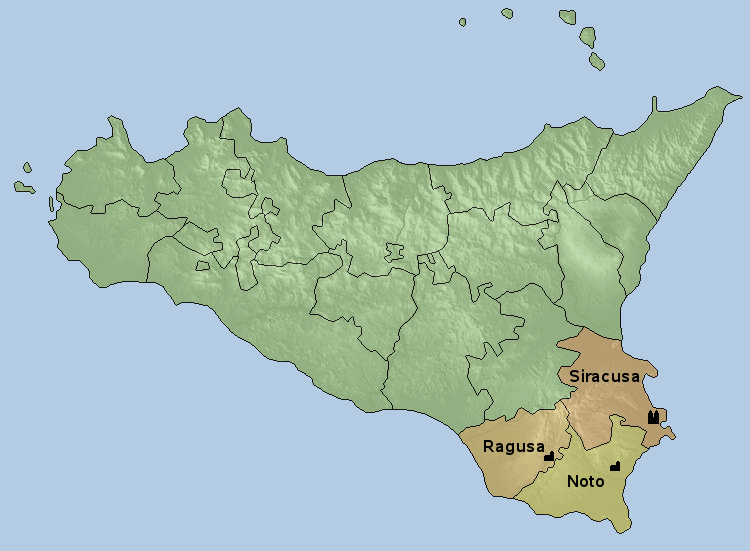
锡拉库萨教省地图

天主教锡拉库萨总教区（義大利語：Arcidiocesi di Siracusa）是罗马天主教在意大利西西里岛东南部设立的一个教区，1744年升格为总教区，是锡拉库萨教省的中心。锡拉库萨认为自己是伯多祿在安提約基雅之后建立的第2个教会，保祿在此讲道。
現任總主教為方濟各·洛曼托，榮休總主教為若瑟·科斯坦佐和薩維·帕帕拉爾多。